# Singles Box
Singles Box je box set grupe The Clash u kojem se nalaze samo singlovi grupe koji su izdani u Velikoj Britaniji, tako da nema singla "Train In Vain (Stand By Me)", njihovog prvog top 40 singla u SAD-u. 

## Popis pjesama

### CD 1 (White Riot)
1. "White Riot" - 1:59
2. "1977" - 1:40

### CD 2 (Capital Radio EP)
1. "Listen" (edit) - 0:27
2. Interview with The Clash on The Circle Line (Part 1) - 8:51
3. Interview with The Clash on The Circle Line (Part 2) - 3:10
4. "Capital Radio One|Capital Radio" - 2:07

### CD 3 (Remote Control)
1. "Remote Control" - 3:02
2. "London's Burning" (live) - 2:12
3. "London's Burning" (Dutch 7") - 2:10

### CD 4 (Complete Control)
1. "Complete Control" - 2:53
2. "City of the Dead" - 2:22

### CD 5 (Clash City Rockers)
1. "Clash City Rockers" - 3:47
2. "Jail Guitar Doors" - 3:03

### CD 6 (White Man) In Hammersmith Palais
1. "(White Man) in Hammersmith Palais" - 4:02
2. "The Prisoner" - 2:59

### CD 7 (Tommy Gun)
1. "Tommy Gun" - 3:19
2. "1-2 Crush on You" - 2:59

### CD 8 (English Civil War)
1. "English Civil War (Johnny Comes Marching Home)" - 2:38
2. "Pressure Drop" - 2:35

### CD 9 (The Cost Of Living EP)
1. "I Fought the Law" - 2:42
2. "Groovy Times" - 3:31
3. "Gates of the West" - 3:37
4. "Capital Radio One" - 3:19

### CD 10 (London Calling)
1. "London Calling" - 3:21
2. "Armagideon Time" - 3:51
3. "Justice Tonight" (UK 12") - 4:08
4. "Kick It Over" (UK 12") - 4:47
5. "Clampdown" (US promo 12") - 3:51
6. "The Card Cheat" (US promo 12") - 3:51
7. "Lost in the Supermarket" (US promo 12") - 3:46

### CD 11 (Bankrobber)
1. "Bankrobber" - 4:36
2. "Bankrobber#Rockers_Galore...UK_Tour" - 4:42
3. "Rudie Can't Fail" (Dutch 7") - 3:29
4. "Train in Vain" (Spanish 7") - 3:09

### CD 12 (The Call Up)
1. "The Call Up" - 2:54
2. "Stop The World" - 2:32

### CD 13 (Hitsville U.K.)
1. "Hitsville UK" - 4:23
2. "Radio One" - 6:20
3. "Police on My Back" (single mix) (US 7") - 3:19
4. "Somebody Got Murdered" (Spanish 7") - 3:33

### CD 14 (The Magnificent Seven)
1. "The Magnificent Seven" (edit) - 3:39
2. "The Magnificent Dance" (edit) - 3:37
3. "Lightning Strikes (Not Once But Twice)" (US promo 12") - 4:52
4. "One More Time" (US promo 12") - 3:31
5. "One More Dub" (US promo 12") - 3:36
6. "The Cool Out" (US 12") - 3:55
7. "The Magnificent Seven" (12" mix) - 4:29
8. "The Magnificent Dance" - 5:36

### CD 15 (This Is Radio Clash)
1. "This Is Radio Clash" - 4:12
2. "Radio Clash" - 4:12
3. "Outside Broadcast" (UK 12") - 7:23
4. "Radio 5" (UK 12") - 3:38

### CD 16 (Know Your Rights)
1. "Know Your Rights" - 3:51
2. "First Night Back in London" - 2:59

### CD 17 (Rock The Casbah)
1. "Rock the Casbah" - 3:43
2. "Long Time Jerk" - 5:10
3. "Mustapha Dance" (UK 12") - 4:28
4. "Red Angel Dragnet" (Canadian 7") - 3:47
5. "Overpowered By Funk" (Argentine promo 7") - 4:53

### CD 18 (Should I Stay Or Should I Go/Straight To Hell)
1. "Should I Stay or Should I Go" - 3:09
2. "Straight to Hell" (edit) - 3:53
3. "Inoculated City" (single mix) (US 7") - 2:43
4. "Cool Confusion" (US 7") - 3:14

### CD 19 (This Is England)
1. "This Is England" - 3:37
2. "Do It Now" - 3:07
3. "Sex Mad Roar" (UK 12") - 2:59

## Izvođači
- Joe Strummer - gitara, pjevač (CD 1-19)
- Mick Jones - gitara, pjevač (CD 1-18)
- Paul Simonon - bas-gitara, pjevač (CD 1-19)
- Topper Headon - bubnjevi, udaraljke (CD 4-18)
- Terry Chimes - bubnjevi, udaraljke (CD 1-3)
- Nick Sheppard - gitara, pjevač (CD 19)
- Vince White - gitara, pjevač  (CD 19)
- Pete Howard - bubnjevi, udaraljke  (CD 19)

## Vanjske poveznice
- allmusic.com - Singles Box